# Aeroportul Internațional Chacalluta
Aeroportul Internațional Chacalluta (IATA: ARI, ICAO: SCAR) este un aeroport din Provincia Arica, Regiunea Arica și Parinacota, Chile ce deservește zona Arica. Aeroportul a fost tranzitat în 2022 de 331.449 de pasageri.
Situat la o altitudine de 50 m, aeroportul dispune de o singură pistă.